# Abbaye de Newenham
L’abbaye de Newenham est une ancienne abbaye cistercienne située dans la ville d'Axminster (dans le comté du Devon), au sud-ouest de l'Angleterre. Comme la plupart des abbayes britanniques, elle a été fermée par Henry VIII à la fin de la campagne de dissolution des monastères.

## Histoire

### Fondation
En 1246, le comte de Somerset, Reginald de Mohun, incité en cela par son frère William et sa belle-sœur Alice, invite l'abbé de Beaulieu à choisir parmi trois sites celui qui lui conviendra pour bâtir une abbaye-fille de Beaulieu. L'abbé Acius se décide pour le lieu situé le long de la rivière Axe (en).
C'est sur la même rivière, une quinzaine de kilomètres en amont, qu'est bâtie depuis un peu plus d'un siècle l'abbaye de Forde.
Le site étant choisi, il est confirmé par l'évêque d'Exeter, Richard Blund (en), qui bénit l'emplacement le 11 juillet 1246. Un nouvel abbé est nommé, qui arrive avec douze moines et quatre frères convers pour commencer la construction du nouveau monastère, qui est officiellement constitué le 6 janvier 1247,.

### L'abbaye au Moyen Âge
L'abbaye de Newenham croît laborieusement, mais, au début du XIVe siècle, après une soixantaine d'années d'existence, elle semble avoir acquis une certaine stabilité économique. Malheureusement, elle est particulièrement touchée par la peste noire de 1349, qui y tue vingt moines et trois frères convers, n'épargnant que trois membres de la communauté. L'abbaye ainsi ravagée ne recouvre des forces que très lentement, comptant sept moines en 1377.

### Dissolution du monastère
En 1539, comme l'immense majorité des monastères britanniques, à la suite de la rupture entre Henry VIII et l'Église catholique, l'abbaye de Newenham est fermée lors de la campagne de dissolution des monastères.